# Efektywna średnica cząsteczki
Efektywna średnica cząsteczki – w teorii kinetycznej gazów minimalna odległość na jaką zbliżają się do siebie dwie cząsteczki tego samego gazu podczas zderzenia, czyli odległość między środkami tych cząsteczek w chwili zderzenia.
Znając średnicę cząsteczek, można określić ich przekrój czynny na zderzenie
{\displaystyle \sigma =\pi d^{2},}
gdzie:
{\displaystyle \sigma } – przekrój czynny cząsteczki,
{\displaystyle d} – efektywna średnica cząsteczki.
Znajomość średnicy cząsteczek potrzebna jest również do wyznaczenia średniej drogi swobodnej.
Efektywna średnica cząsteczki zależy od temperatury gazu. Wraz ze wzrostem temperatury średnica ta maleje.
Efektywna średnica cząsteczek i atomów jest wyznaczana na drodze eksperymentalnej. Przykładowe średnice dla wybranych gazów w temperaturze normalnej przedstawione zostały w tabeli.
| Substancja            | Średnica d [Å] |
| --------------------- | -------------- |
| wodór (H2)            | 2,3            |
| tlen (O2)             | 2,9            |
| hel (He)              | 1,9            |
| para wodna (H2O)      | 2,6            |
| dwutlenek węgla (CO2) | 3,3            |